# Frattaminore
Frattaminore (antiga Pomigliano) é uma comuna italiana da região da Campania, província de Nápoles, com cerca de 15072 habitantes. Estende-se por uma área de 1 km², tendo uma densidade populacional de 15072 hab/km². Faz fronteira com Cardito, Crispano, Frattamaggiore, Orta di Atella, Sant'Arpino, Succivo.

## Demografia
| Variação demográfica do município entre 1861 e 2011                               |
|                                                                                   |
| Fonte: Istituto Nazionale di Statistica (ISTAT) - Elaboração gráfica da Wikipedia |